# Philothis arnoldii
Philothis arnoldii är en skalbaggsart som beskrevs av Kryzhanovskij in Kryzhanovskij och Reichardt 1976. Philothis arnoldii ingår i släktet Philothis och familjen stumpbaggar. Inga underarter finns listade i Catalogue of Life.